# Винищувачі (фільм, 2014)
«Винищувачі» (фр. Les Combattants) — французький кінофільм режисера Тома Кайє 2014 року. Фільм отримав 4 нагороди 67-го Каннського кінофестивалю, 4 «Сезара» та низку інших кінопремій .

## Сюжет
Літо в маленькому містечку в південно-східній Франції. Життя юнака Арно протікає тихо і спокійно. Його батьки хочуть, щоб хлопець займався сімейним бізнесом, але йому це не цікаво, він любить більшу частину часу проводити з друзями. Одного дня доля зводить його з Мадлен і все змінюється. Вона непроста дівчина, вимоглива до себе та інших, любить вишукувати усілякі пригоди і насолоджуватися кожною хвилиною свого життя. А ще вона загартовує себе спортом, прагнучи потрапити до армії. Саме своєю життєлюбністю Мадлен і звабила Арно. Тепер його думки тільки про Мадлен; забувши про усе, він не відступає від дівчини ні на хвилину, йде завжди за нею і бере участь в усіх її найнепередбачуваніших авантюрах.

## В ролях
| Актор             |   | Роль              |
| ----------------- | - | ----------------- |
| Адель Енель       | • | Мадлен            |
| Кевін Азіз        | • | Арно              |
| Антуан Лоран      | • | Ману              |
| Брижіт Роюан      | • | Гелен             |
| Вільям Лебгіль    | • | Ксав'є            |
| Микола Ванчицький | • | лейтенант Шліффер |
| Фрідерік Пеллегей | • |                   |
| Франк Брюно       | • |                   |

## Визнання
| Нагороди та номінації | Нагороди та номінації               | Нагороди та номінації                                      | Нагороди та номінації                                | Нагороди та номінації | Нагороди та номінації |
| Рік                   | Нагорода                            | Категорія                                                  | Номінант                                             | Результат             |                       |
| --------------------- | ----------------------------------- | ---------------------------------------------------------- | ---------------------------------------------------- | --------------------- | --------------------- |
| 2014                  | Каїрський міжнародний кінофестиваль | Найкраща акторка                                           | Адель Енель                                          | Перемога              |                       |
| 2014                  | Каннський кінофестиваль             | Приз ФІПРЕССІ (в рамках двотижневика режисерів)            | Тома Кайє                                            | Перемога              |                       |
| 2014                  | Каннський кінофестиваль             | Приз Міжнародної конфедерації художнього кіно (C.I.C.A.E.) | Тома Кайє                                            | Перемога              |                       |
| 2014                  | Каннський кінофестиваль             | Приз товариства драматичних авторів і композиторів         | Тома Кайє                                            | Перемога              |                       |
| 2014                  | Каннський кінофестиваль             | Приз Label Europa Cinemas                                  | Тома Кайє                                            | Перемога              |                       |
| 2014                  | Каннський кінофестиваль             | Золота камера за режисерський дебют                        | Тома Кайє                                            | Номінація             |                       |
| 2014                  | Каннський кінофестиваль             | «Queer Palm» за висвітлення ЛГБТ-теми у кіно               | Тома Кайє                                            | Номінація             |                       |
| 2014                  | Приз Луї Деллюка                    | Найкращий французький фільм                                | Тома Кайє                                            | Перемога              |                       |
| 2014                  | Синдикат французьких кінокритиків   | Найкращий дебютний фільм                                   | фільм                                                | Перемога              |                       |
| 2015                  | Сезар                               | Найкращий фільм                                            | фільм                                                | Номінація             |                       |
| 2015                  | Сезар                               | Найкращий режисер                                          | Тома Кайє                                            | Номінація             |                       |
| 2015                  | Сезар                               | Найкраща акторка                                           | Адель Енель                                          | Перемога              |                       |
| 2015                  | Сезар                               | Найперспективніший актор                                   | Кевін Азіз                                           | Перемога              |                       |
| 2015                  | Сезар                               | Найкращий сценарій                                         | Тома Кайє та Клод Ле Пейп                            | Номінація             |                       |
| 2015                  | Сезар                               | Найкращий дебютний фільм                                   | фільм                                                | Перемога              |                       |
| 2015                  | Сезар                               | Найкращий монтаж                                           | Лілан Корб'є                                         | Номінація             |                       |
| 2015                  | Сезар                               | Найкращий звук                                             | Жан-Люк Ауді, Guillaume Bouchateau та Нільс Барлетта | Номінація             |                       |
| 2015                  | Сезар                               | Найкраща музика до фільму                                  | Lionel Flairs, Benoît Rault та Philippe Deshaies     | Номінація             |                       |
| 2015                  | Премія «Люм'єр»                     | Найкраща акторка                                           | Адель Енель                                          | Номінація             |                       |
| 2015                  | Премія «Люм'єр»                     | Найперспективніший актор                                   | Кевін Азіз                                           | Перемога              |                       |
| 2015                  | Премія «Люм'єр»                     | Найкращий дебютний фільм                                   | фільм                                                | Перемога              |                       |
| 2015                  | Кінофестиваль у Кабурі              | «Золотий Сван» найкращому молодому актору                  | Кевін Азіз                                           | Перемога              |                       |